# Хала (муниципалитет)
Хала (исп. Jala) — муниципалитет в Мексике, в штате Наярит, с административным центром в одноимённом городе. Численность населения, по данным переписи 2010 года, составила 17 698 человек.

## Общие сведения
Название Jala с языка науатль можно перевести как «песчаная местность».
Площадь муниципалитета равна 504 км², что составляет 1,8 % от территории штата. Он граничит с другими муниципалитетами Наярита: на северо-востоке с Ла-Еской, на юго-востоке с Истлан-дель-Рио, на юго-западе с Ауакатланом, и на северо-западе с Санта-Мария-дель-Оро.

## Учреждение и состав
Муниципалитет был образован в 1918 году. В состав муниципалитета входит 52 населённых пункта, самые крупные из которых:
| код INEGI | Населённый пункт                                                   | Численность населения (2005 год) | Численность населения (2010 год) |
| 007       | Всего                                                              | 16 071                           | 17 698                           |
| 0001      | Хала (административный центр)                                      | 5 143                            | 5 586                            |
| 0022      | Хомулько (исп. Jomulco)                                            | 3 775                            | 3 922                            |
| 0035      | Роса-Бланка (исп. Rosa Blanca)                                     | 2 471                            | 2 668                            |
| 0004      | Лос-Агуахес (исп. Los Aguajes)                                     | 947                              | 1 094                            |
| 0014      | Кофрадия-де-Хуанакатлан (исп. Cofradía de Juanacatlán)             | 649                              | 850                              |
| 0007      | Франсиско-Мадеро (Ла-Больса) (исп. Francisco I. Madero (La Bolsa)) | 666                              | 842                              |

## Туризм
Важным туристическим объектом в муниципалитете является вулкан Цеборуко.